# Положај литотомије
Положај литотомије означава један од тераписких или дијагностичких положаја у који се поставља пацинет током одређених медицинских процедура. Њим се истовремено постиже уобичајен положај тела у хируршким захватима и прегледима који обухватају карлични део и доњи део трбуха, као и током порођаја у западним земљама, уз истовремено одржавање удобности и безбедности пацијента.
Када је пацијент у овом положају, бољи је приступ хируршком месту и побољшана је могућност извођења хируршког захвата.
Положај подразумева постављање стопала пацијента изнад или у истом нивоу са куковима и са перинеумом на ивици стола за преглед.

## Историја
Записи о овом положај пронађене су у неким од најстаријих познатих медицинских докумената, укључујући верзије Хипократове заклетве. Положај је добио име по древној хируршкој процедури за уклањање камена из мокраћне бешике, пошто је у ранијим временима перинеални приступ камену био уобичајен (лат. sectio lateralis and sectio mediana). 
Положај је кроз историју медицине остао један од најпрепознатљивијих и најчешће коришћених положај током порођаја: у коме је пацијенткиња положена на леђа са савијеним коленима, постављенаим изнад кукова и одвојеним  узенгијама.
Овај положај је један од уобичајених положаја који се и данс користи током многих операција и током порођаја широм света.  

## Опште информације
Положај литотомије сличан је лежећем положају тела када је пацијент окренут лицем према горе, са рукама постављеним у страну, и раздвојеним ногама које су подигнуте и савијене у куку (90 степени) и абдуциране (30 степени) у куку. Колена су савијена под углом од 70 до 90 степени, потколенице су ослоњене на постављене шкољке за ноге у облику узенгија.
Овај положај се често користи јер има очигледне предности у медицинским процедурама, јер медицинским радницима нуди нуди добар визуелни и физички приступ перинеалном региону. Тако да се користи у процедурама у распону од једноставних карличних прегледа до операција и других процедура, које укључујући репродуктивне органе, и органе уринарног и гастроинтестинални систем . 

### Индикације
Најчешћи поступци који се изводе у положају литотомије су:
- Гинеколошке интервенције
- преглед карлице
- уролошки преглед и интервенције, преглед простате, трансуретрална ресекција бешике (ТУРБ),  трансуретрална ресекција простате (ТУРП), уретероскопија
- колоректални преглед гастроентеролога и проктолога
- перинеалне или карличне процедуре у гинекологији и акушерству,
- порођај, јер омогућава лекару добар приступ мајци и беби
- хирургија женске уретре: вагинална трака без затезања, лечење карунуле уретре
- хирургија мушке уретре: унутрашња уретротомија
- перинеална простатектомија

### Контраиндикације
Контрактуре или болести зглоба кука могу спречити положај литотомије, посебно ако флексија или абдукција зглоба кука није могућа.

## Неке од уобичајених варијанти положају литотомије
Овај положај може имати различите варијације у зависности од врсте хируршке операције и може бити:
- Стандардна литотомија (дорзална) позиција
- Ниска позиција литотомије
- Висока позиција литотомије
- Положај хеми литотомије
- Преувеличан положај литотомије
- Нагнута позиција литотомије

## Компликације

#### Компликације током прегледа или интервенције
Као и други положаји пацијената, и овај положај може бити повезан са повећаним ризиком од нежељених напрезања или повреда, било да се користи током порођаја или операције. Фактори ризика укључују дуг временски период положаја литотомије или/и јаку флексију и ротацију зглоба кука.
Неке студије указују на значајну везу између продужених хируршких процедура са пацијентом у положају литотомије и циркулаторне компликације познатих као компартмент синдром, који настаје због реперфузијски поремећај изазваних исхемијским отоком мишића, затворених у густом фасцијалном омотачу (најчешће код подлактице, потколенице и бутине),  или повреда феморалних и перонеални нерва угрожених дугтрајним притиском. 
Међутим како су најновија истраживања показала да положај литотомије може изазвати више бола за жену у другој или трећој фази порођаја у поређењу са другим алтернативним положајима као што су положаји у чучњу, већина болница прешла је на коришћење кревета или столица за порођај. 

#### Компликације током порођаја
Порођај је физиолошки процес, а разматрање порођајног бола и његово ублажавање спада међу главне компоненте неге мајке. Примена неког порођајног положаја може боље да позиционира фетус у правцу карличног канала. На основу студије која  је имала за циљ да испита утицај положај мајке у три порођајна положаја на јачину бола у другом, трећем и четвртом стадијуму порођаја утврдила је следеће:
- Да су повећана шанса да ће бити потребна епизиотомија  (резање ткива између роднице и перинеума

- Да је повећана шанса за царски резом.

- Да су веће шанса за повреду сфинктера због повећаног притиска

- Да су могуће омпликације током операције

- Да се може јавити синдром акутног компартмента када се притисак повећава у одређеном делу тела

- Да су могуће повреда нерва које укључује две уобичајене повреде: повреде периферног (перонеалног) нерва, чија учесталост расте дужином операције.

- Да од других уобичајених повреда може да дође до дислокацију кука, истезање тетива и/или мишића, напрезање доњег дела леђа,

## Алтернативни положаји
Нова запажања и научна открића, у комбинацији са повећаном осетљивошћу на потребе сваког пацијента, подигла су свест о физичким и психичким ризицима које ова позиција може представљати код продужених операција, прегледа карлице и, што је најважније, порођаја.
Пацијенти су се такоже жалили на осећај губитка контроле и изражен осећај рањивости када су прегледани у положају литотомије, јер не могу да виде подручје које се истражује.
У том смислу развијени су алтернативни положаји, који су према доказим из истраживања мање ризични по здравље пацијената, посебно жена. Неке од ових алтернативних положаја су:
- Стејдинг положај
- Положај на рукама и коленима/ са нагибом пут напред
- Седећи положај у специјалној столици
- Лежећи положај на једну страну